# Cannondale Pro Cycling/Saison 2013
Dieser Artikel listet Erfolge und Fahrer des Radsportteams Cannondale Pro Cycling in der Saison 2013 auf.

## Erfolge in der UCI WorldTour
Bei den Rennen der UCI WorldTour im Jahr 2013 gelangen dem Team nachstehende Erfolge.
| Datum         | Rennen                          | Sieger               |
| ------------- | ------------------------------- | -------------------- |
| 8. März       | 3. Etappe Tirreno–Adriatico     | Peter Sagan          |
| 11. März      | 6. Etappe Tirreno-Adriatico     | Peter Sagan          |
| 24. März      | Gent–Wevelgem                   | Peter Sagan          |
| 3. Juni       | 2. Etappe Critérium du Dauphiné | Elia Viviani         |
| 9. Juni       | 8. Etappe Critérium du Dauphiné | Alessandro De Marchi |
| 10. Juni      | 3. Etappe Tour de Suisse        | Peter Sagan          |
| 15. Juni      | 8. Etappe Tour de Suisse        | Peter Sagan          |
| 5. Juli       | 7. Etappe Tour de France        | Peter Sagan          |
| 7. September  | 14. Etappe Vuelta a España      | Daniele Ratto        |
| 15. September | Grand Prix Cycliste de Montréal | Peter Sagan          |

## Erfolge in der UCI America Tour
Bei den Rennen der UCI America Tour im Jahr 2013 gelangen dem Team nachstehende Erfolge.
| Datum        | Rennen                              | Kat. | Sieger       |
| ------------ | ----------------------------------- | ---- | ------------ |
| 14. Mai      | 3. Etappe Kalifornien-Rundfahrt     | 2.HC | Peter Sagan  |
| 19. Mai      | 8. Etappe Kalifornien-Rundfahrt     | 2.HC | Peter Sagan  |
| 3. August    | 1. Etappe Tour of Elk Grove         | 2.1  | Elia Viviani |
| 4. August    | 2. Etappe Tour of Elk Grove         | 2.1  | Elia Viviani |
| 2.–4. August | Gesamtwertung Tour of Elk Grove     | 2.1  | Elia Viviani |
| 19. August   | 1. Etappe USA Pro Cycling Challenge | 2.HC | Peter Sagan  |
| 21. August   | 3. Etappe USA Pro Cycling Challenge | 2.HC | Peter Sagan  |
| 24. August   | 6. Etappe USA Pro Cycling Challenge | 2.HC | Peter Sagan  |
| 25. August   | 7. Etappe USA Pro Cycling Challenge | 2.HC | Peter Sagan  |
| 3. September | Prolog Tour of Alberta              | 2.1  | Peter Sagan  |
| 4. September | 1. Etappe Tour of Alberta           | 2.1  | Peter Sagan  |
| 8. September | 5. Etappe Tour of Alberta           | 2.1  | Peter Sagan  |

## Erfolge in der UCI Asia Tour
Bei den Rennen der UCI Asia Tour im Jahr 2013 gelangen dem Team nachstehende Erfolge.
| Datum       | Rennen                 | Kat. | Sieger      |
| ----------- | ---------------------- | ---- | ----------- |
| 12. Februar | 2. Etappe Tour of Oman | 2.HC | Peter Sagan |
| 13. Februar | 3. Etappe Tour of Oman | 2.HC | Peter Sagan |

## Erfolge in der UCI Europe Tour
Bei den Rennen der UCI Europe Tour im Jahr 2013 gelangen dem Team nachstehende Erfolge.
| Datum         | Rennen                                     | Kat. | Sieger         |
| ------------- | ------------------------------------------ | ---- | -------------- |
| 28. Februar   | Gran Premio Città di Camaiore              | 1.1  | Peter Sagan    |
| 2. März       | Strade Bianche                             | 1.1  | Moreno Moser   |
| 24. März      | 5. Etappe Settimana Internazionale         | 2.1  | Damiano Caruso |
| 26. März      | 1. Etappe Driedaagse van De Panne-Koksijde | 2.HC | Peter Sagan    |
| 10. April     | Brabantse Pijl                             | 1.HC | Peter Sagan    |
| 20. Juni      | Dänische Meisterschaft – Einzelzeitfahren  | CN   | Brian Vandborg |
| 20. Juni      | Polnische Meisterschaft – Einzelzeitfahren | CN   | Maciej Bodnar  |
| 23. Juni      | Slowakische Meisterschaft – Straßenrennen  | CN   | Peter Sagan    |
| 23. August    | Dutch Food Valley Classic                  | 1.1  | Elia Viviani   |
| 15. September | 1. Etappe Tour of Britain                  | 2.1  | Elia Viviani   |

## Zugänge – Abgänge
| Zugänge               | Team 2012                    | Abgänge                              | Team 2013         |
| --------------------- | ---------------------------- | ------------------------------------ | ----------------- |
| Lucas Sebastián Haedo | Team Saxo Bank-Tinkoff Bank  | Valerio Agnoli                       | Astana Pro Team   |
| Alessandro De Marchi  | Androni Giocattoli-Venezuela | Vincenzo Nibali                      | Astana Pro Team   |
| Cameron Wurf          | Champion System              | Alessandro Vanotti                   | Astana Pro Team   |
| Guillaume Boivin      | SpiderTech-C10               | Dominik Nerz                         | BMC Racing Team   |
| Brian Vandborg        | SpiderTech-C10               | Daniel Oss                           | BMC Racing Team   |
| Michel Koch           | LKT Team Brandenburg         | Eros Capecchi                        | Movistar          |
| Nariyuki Masuda       | Utsunomiya Blitzen           | Sylwester Szmyd                      | Movistar          |
| Matthias Krizek       | Marchiol Emisfero Site       | Timothy Duggan                       | Team Saxo-Tinkoff |
|                       |                              | Stefano Agostini (bis 20. September) | Dopingsperre      |

## Mannschaft
| Name                  | Geburtstag         | Nationalität       |              |
| --------------------- | ------------------ | ------------------ | ------------ |
| Ivan Basso            | 26. November 1977  | Italien            |              |
| Maciej Bodnar         | 7. März 1985       | Polen              |              |
| Guillaume Boivin      | 25. Mai 1989       | Kanada             |              |
| Federico Canuti       | 30. August 1985    | Italien            |              |
| Damiano Caruso        | 12. Oktober 1987   | Italien            |              |
| Mauro Da Dalto        | 8. April 1981      | Italien            |              |
| Tiziano Dall’Antonia  | 26. Juli 1983      | Italien            |              |
| Alessandro De Marchi  | 19. Mai 1986       | Italien            |              |
| Lucas Sebastián Haedo | 18. April 1983     | Argentinien        |              |
| Ted King              | 31. Januar 1983    | Vereinigte Staaten |              |
| Michel Koch           | 15. Oktober 1991   | Deutschland        |              |
| Kristijan Koren       | 25. November 1986  | Slowenien          |              |
| Matthias Krizek       | 29. September 1988 | Österreich         |              |
| Paolo Longo Borghini  | 10. Dezember 1980  | Italien            |              |
| Alan Marangoni        | 16. Juli 1984      | Italien            |              |
| Nariyuki Masuda       | 23. Oktober 1983   | Japan              |              |
| Moreno Moser          | 25. Dezember 1990  | Italien            |              |
| Maciej Paterski       | 12. September 1986 | Polen              |              |
| Daniele Ratto         | 5. Oktober 1989    | Italien            |              |
| Fabio Sabatini        | 18. Februar 1985   | Italien            |              |
| Juraj Sagan           | 23. Dezember 1988  | Slowakei           |              |
| Peter Sagan           | 26. Januar 1990    | Slowakei           |              |
| Cristiano Salerno     | 18. Februar 1985   | Italien            |              |
| Cayetano Sarmiento    | 28. März 1987      | Kolumbien          |              |
| Brian Vandborg        | 4. Dezember 1981   | Dänemark           |              |
| Elia Viviani          | 7. Februar 1989    | Italien            |              |
| Cameron Wurf          | 3. August 1983     | Australien         |              |
| Stagiaires            | Stagiaires         | Nationalität       | Nationalität |
| Nicolò Martinello     | Nicolò Martinello  | Italien            |              |
| Davide Villella       | Davide Villella    | Italien            |              |